# Richmond Football Club
Richmond Football Club – klub futbolu australijskiego występujący w ogólnokrajowej lidze AFL. Klub noszący przydomek the Tigers (Tygrysy) został założony w 1885 roku jako reprezentant dzielnicy Richmond w Melbourne. Richmond FC jest zaliczany do tzw. "wielkiej czwórki" klubów z Melbourne, obok: Carlton FC, Collingwood FC i Essendon FC.
Klub rozgrywa domowe mecze na stadionie Melbourne Cricket Ground - mogącym pomieścić 100.000 widzów;

## Historia
Pierwsze wzmianki o uprawianiu futbolu australijskiego w dzielnicy Richmond pochodzą z lat 60. XIX stulecia. Jednak brak jest jakichkolwiek danych o istnieniu w tych czasach jakiegoś dobrze zorganizowanego klubu. Wiadomo jedynie, że istniało kilka klubów na poziomie juniorskim.
Za oficjalną datę powstania obecnego klubu uznaje się 20 lutego 1885 roku. Zespół opierał się na klubie krykietowym Richmond Cricket Club i na jego stadionie Punt Road Oval. 
Założenie dobrze zorganizowanego klubu skutkowało natychmiastowym przyłączeniem go do Wiktoriańskiego Związku Futbolowego. Klub cieszący się sporym powodzeniem wśród kibiców nie znalazł się jednak w "ósemce" zakładającej Victorian Football League - VFL w 1896 roku. Tygrysy dołączyły do tej elitarnej ligi dopiero w 1908 roku.

## Rywale
Za największych rywali Tygrysów uważa się trzy pozostałe "wielkie kluby" z Melbourne: Carlton FC, Collingwood FC i Essendon FC. Mecze z tymi drużynami zawsze gromadzą olbrzymią liczbę widzów, oscylującą między 60 a 90 tysiącami.

## Barwy klubowe i nazwa
Oficjalnymi barwami klubu są: żółty i czarny, które pochodzą od krykietowego klubu z Richmond. Zawodnicy noszą charakterystyczne koszulki koloru czarnego przedzielone ukośnym żółtym pasem.
Przydomek klubu the Tigers (Tygrysy) ściśle jest związany z barwami klubowymi, choć początkowo klub nazywano "Richmondites" lub "Wasps".

## Sukcesy
- Mistrzostwo ligi: (10)

1920, 1921, 1932, 1934, 1943, 1967, 1969, 1973, 1974, 1980.
- Wicemistrzostwo ligi: (12)

1919, 1924, 1927, 1928, 1929, 1931, 1933, 1940, 1942, 1944, 1972, 1982.